# (4118) Sveta
(4118) Sveta (1982 TH3) – planetoida z pasa głównego asteroid okrążająca Słońce w ciągu 5,26 lat w średniej odległości 3,02 j.a. Odkryta 15 października 1982 roku.